# Inbar Lavi
Inbar Lavi (in ebraico ענבר לביא‎?; Ramat Gan, 27 ottobre 1986) è un'attrice israeliana.
È nota soprattutto per i ruoli di Raviva nella serie Underemployed, Vee in Gang Related, Sheba in Prison Break, per il suo ruolo da protagonista in Imposters e per il ruolo di Eve in Lucifer.

## Biografia
Lavi è nata e cresciuta a Ramat Gan, in Israele.  Da bambina soffriva di asma ed è durante questo periodo che, guardando film, si è innamorata del cinema. Una delle sue prime ispirazioni è stata la performance dell'attrice israeliana-americana Natalie Portman in Léon del 1994. Un altro dei suoi modelli è stata l'attrice israeliana Ayelet Zurer.
Lavi ha studiato danza classica e danza moderna presso il liceo Kiryat Sharet di Holon, in Israele. Ha poi studiato recitazione alla Sophie Moskowitz School of Acting di Tel Aviv.

## Carriera
Nel 2004, all'età di 17 anni, Lavi si trasferisce a New York, dove si esibisce in diverse produzioni off-Broadway. Si trasferisce successivamente a Los Angeles, dopo essere stata accettata con una borsa di studio al Lee Strasberg Theatre and Film Institute. Tra i suoi primi ruoli di lingua inglese è stata Cordelia in una produzione del 2006 di King Lear, interpretato e diretto da Tom Badal.
A partire dal 2009, Lavi ha iniziato a fare apparizioni come ospite in trasmissioni televisive tra cui Entourage, The Closer, Ghost Whisperer, Criminal Minds, CSI: Miami e in Plain Sight. È apparsa anche in alcuni film, tra cui House of Dust del 2013.
Lavi ha recitato nella serie televisiva MTV del 2012 Underemployed nei panni di Raviva, una aspirante cantante incinta. Ha interpretato Veronica "Vee" Dotsen nella serie televisiva della Fox Gang Related (2014). È apparsa nella settima stagione di Sons of Anarchy come prostituta di strada.
Nel 2015 Lavi è stata scelta per il ruolo principale nella serie televisiva Bravo Imposters. È stata scritturata nel ruolo ricorrente di Ravit Bivas, un soldato israeliano altamente addestrato, nella seconda stagione del dramma navale TNT The Last Ship nell'estate 2015. Nel 2016 Lavi ha partecipato al revival di Prison Break nel ruolo di Sheeba, un'attivista yemenita. Nel 2019 ha interpretato Eva, la prima donna, nella serie Lucifer.

## Filmografia

### Cinema
- House of Dust, regia di Alejandro Daniel Calvo (2013)
- The Last Witch Hunter - L'ultimo cacciatore di streghe (The Last Witch Hunter), regia di Breck Eisner (2015)
- Uno strano desiderio (Sorry for your loss), regia di Collin Friesen (2017)

### Televisione
- Privileged – serie TV, episodio 1x02 (2008)
- Entourage – serie TV, episodio 6x09 (2009)
- Ghost Whisperer - Presenze (Ghost Whisperer) – serie TV, episodio 5x02 (2009)
- The Closer – serie TV, episodio 5x11 (2009)
- Crash – serie TV, episodio 2x10 (2009)
- Criminal Minds – serie TV, episodio 5x07 (2009)
- In Plain Sight - Protezione testimoni (In Plain Sight) – serie TV, episodio 3x13 (2010)
- CSI: Miami – serie TV, episodio 8x18 (2010)
- Charlie's Angels – serie TV, episodio 1x07 (2011)
- CSI - Scena del crimine (CSI: Crime Scene Investigation) – serie TV, episodio 13x09 (2012)
- Underemployed - Generazione in saldo (Underemployed) – serie TV, 12 episodi (2012–2013)
- Sons of Anarchy – serie TV, episodi 7x07–7x10 (2014)
- The Last Ship – serie TV, 6 episodi (2015)
- Castle – serie TV, episodio 7x21 (2015)
- Prison Break  – serie TV (2017)
- Imposters – serie TV, 20 episodi (2017–2018)
- Lucifer – serie TV (2019-2021)
- Stumptown – serie TV, episodi 1x11-1x12 (2020)
- Fauda - serie TV (2022-2023)

## Doppiatrici italiane
Nelle versioni in italiano delle opere in cui ha recitato, Inbar Lavi è stata doppiata da:
- Eva Padoan in Imposters, Stumptown
- Valentina Favazza in CSI: Miami
- Tiziana Martello in Underemployed - Generazione in saldo
- Gemma Donati in Criminal Minds
- Letizia Ciampa in Sons of Anarchy
- Benedetta Ponticelli in Castle
- Gilberta Crispino in The Last Ship
- Benedetta Degli Innocenti in Prison Break
- Ughetta d'Onorascenzo in Lucifer